# Franz Giegling
Franz Giegling (* 27. Februar 1921 in Buchs AG; † Juni 2007 in Aarau) war ein Schweizer Musikwissenschaftler.

## Leben und Werk
Franz Giegling studierte ab 1941 Klavier bei Walter Frey und Musiktheorie bei Paul Müller am Konservatorium Zürich und Musikwissenschaft an den Universitäten Bern und Zürich. 1947 promovierte er bei Antoine-Elisée Cherbuliez über Giuseppe Torelli, ein Beitrag zur Entwicklungsgeschichte des italienischen Konzerts (Kassel 1949).
Von 1947 bis 1953 wirkte Franz Giegling als Musikreferent der Neuen Zürcher Zeitung. Nach privaten Studien in Österreich und Italien schloss er 1960 an der Musikakademie Basel eine Tonmeisterausbildung ab. Er arbeitete dann bis 1967 als Tonmeister bei Radio Zürich und seitdem als Programmgestalter am Radiostudio Basel.
Franz Giegling bearbeitete mit Alexander Weinmann und Gerd Sievers die 6. Auflage von Ludwig von Köchels Chronologisch-thematischem Verzeichnis sämtlicher Tonwerke Wolfgang Amadeus Mozarts (Wiesbaden 1964). In der neuen Mozart-Ausgabe edierte er mehrere Kantatenbände (u. a. Kassel 1957). Giegling war Herausgeber des Berichts über den 9. Internationalen Mozart-Kongress in Salzburg 1964 (zwei Bände, Kassel 1964–1966). Daneben gab er praktische Ausgaben oberitalienischer Barockmusik heraus. Franz Giegling wirkte auch als Verfasser von Lexikonartikeln der ersten Ausgabe des MGG.
Für seine letzte Arbeitsphase, in der er vorwiegend editorisch arbeitete, kehrte Franz Giegling mit seiner Frau nach Aarau zurück. Die Jahre des ruhigen Arbeitens waren für ihn aber begrenzt. Er erkrankte an einer Nervenentzündung, die dazu führte, dass ihm das Schreiben enorm schwer fiel, und ihm das Notenschreiben verunmöglichte. «Aber das Hören von Musik und das Lesen darüber gehört[e] nach wie vor zu den Hauptinhalten seines sesshaften Lebens.»
Franz Giegling starb im Juni 2007 in Aarau.